# Taino (település)
Taino (lombardul: Tain) település Olaszországban, Varese megyében. Lakosainak száma 3629 fő (2023. január 1.). Taino Sesto Calende és Angera községekkel határos.

## Népesség
A település népességének változása:
| Lakosok száma | 3185 | 3697 | 3725 | 3629 |
|               | 2008 | 2017 | 2018 | 2023 |